# Gulaskjeret (Bergen)
Ne doit pas être confondu avec Gulaskjeret, Gulaskjeret (Lindås) ou Gulaskjeret (Bjørnafjorden).
Gulaskjeret est une île norvégienne du comté de Hordaland appartenant administrativement à Bergen.

## Description
Rocheuse et désertique, elle s'étend sur environ 58 m de longueur pour une largeur approximative de 41 m. 